# Акредитований центр сертифікації ключів
Акредито́ваний центр сертифіка́ції ключі́в (АЦСК) — акредитований державою у встановленому порядку орган, що надає послуги з надання ЕЦП з одночасним постачанням захищених носіїв ключової інформації або з використанням власних носіїв заявників типу USB-флеш-накопичувач.

## Акредитація та вимоги до АЦСК
Акредитацію сертифікаційних центрів в Україні здійснює Центральний засвідчувальний орган.. Порядок акредитації та вимоги, яким повинен відповідати акредитований центр сертифікації ключів, встановлюються Кабінетом Міністрів України.
Акредитований центр сертифікації ключів має виконувати усі зобов'язання та вимоги, встановлені законодавством для центру сертифікації ключів, та додатково зобов'язаний використовувати для надання послуг електронного цифрового підпису надійні засоби електронного цифрового підпису.

## Діяльність АЦСК
Відмінністю АЦСК[прояснити: ком.] є те, що він має право обслуговувати виключно посилені сертифікати ключів. Акредитований центр сертифікації ключів має право:
- надавати послуги електронного цифрового підпису та обслуговувати виключно посилені сертифікати ключів;
- отримувати та перевіряти інформацію, необхідну для реєстрації підписувача і формування посиленого сертифіката ключа, безпосередньо у юридичної або фізичної особи чи її представника.

## Центр сертифікації ключів
Центр сертифікації (англ. Certification authority, CA) — це організація, яка надає послуги електронного цифрового підпису, зокрема:
- надання у користування засобів електронного цифрового підпису;
- допомога при генерації відкритих та особистих ключів;
- обслуговування сертифікатів ключів:
  - формування;
  - розповсюдження;
  - скасування;
  - зберігання;
  - блокування;
- надання інформації щодо чинних, скасованих і заблокованих сертифікатів відкритих ключів;
- послуги фіксування часу;
- консультації та інші послуги.

Центр сертифікації ключів, акредитований в установленому порядку, є  акредитованим центром сертифікації ключів
Відмінністю акредитованого центру є те, що він має право обслуговувати виключно посилені сертифікати ключів
Акредитований центр сертифікації ключів має виконувати усі зобов'язання та вимоги, встановлені законодавством для центру сертифікації ключів, та додатково зобов'язаний використовувати для надання послуг електронного цифрового підпису надійні засоби електронного цифрового підпису.
Порядок акредитації та вимоги, яким повинен відповідати акредитований центр сертифікації ключів, встановлюються Кабінетом Міністрів України.
Відкриті ключі й інша інформація про користувачів зберігається центрами сертифікації, у вигляді цифрових сертифікатів, що мають наступну структуру:
- серійний номер сертифіката;
- об'єктний ідентифікатор алгоритму електронного підпису;
- ім'я центра, який оформив сертифікат;
- строк придатності;
- ім'я власника сертифіката (ім'я користувача, якому належить сертифікат);
- відкритий ключ власника сертифікатів;
- об'єктні ідентифікатори алгоритмів, асоційованих з відкритими ключами власника сертифіката;

Центр сертифікації ключів має право:
- надавати послуги електронного цифрового підпису та обслуговувати сертифікати ключів
- отримувати та перевіряти інформацію, необхідну для реєстрації підписувача і формування сертифіката ключа безпосередньо у юридичної або фізичної особи чи у її уповноваженого представника.

Українські акредитовані центри сертифікації ключів:
1. АКЦІОНЕРНЕ ТОВАРИСТВО КОМЕРЦІЙНИЙ БАНК «ПРИВАТБАНК»
2. Військова частина 2428
3. Генеральний штаб Збройних Сил України
4. Генеральна прокуратура України
5. Державна казначейська служба України
6. Державне підприємство «Енергоринок»
7. Державне підприємство «Національні інформаційні системи»
8. Державне підприємство «Український інститут інтелектуальної власності»
9. Державне підприємство «Українські спеціальні системи»
10. Інформаційно-довідковий департамент ДФС
11. Міністерство внутрішніх справ України
12. Національний банк України
13. Публічне акціонерне товариство «Державний ощадний банк України»
14. Публічне акціонерне товариство «Національний депозитарій України»
15. Акціонерне товариство «УкрСиббанк»
16. Товариство з обмеженою відповідальністю «Алтерсайн»
17. Товариство з обмеженою відповідальністю «Арт-мастер»
18. Товариство з обмеженою відповідальністю «Інтер-Метл»
19. Товариство з обмеженою відповідальністю "Центр сертифікації ключів «Україна»
20. Філія «Головний інформаційно-обчислювальний центр» публічного акціонерного товариства «Українська залізниця»

Актуальний перелік акредитованих центрів сертифікації ключів публікується на сайті Центрального засвідчувального органу (Акредитовані ЗЦ та ЦСК [Архівовано 8 січня 2012 у Wayback Machine.])